# إمارة حكاري
إمارَة حكاري (بالكردية: میرنشینی حەکاری، Mîrektiya Hekarî‏) (عقد 1390 - 1845) هي إمارة كُرْدِيَّة تاريخيَّة من العصور الوسطى في جنوب شرق الأناضول، تركيا حاليًا، تمركزت في مدينة حكاري إلى الغرب من بحيرة أرومية على الحدود مع إيران، كما حكمت مجموعة متنوعة من الشعوب.

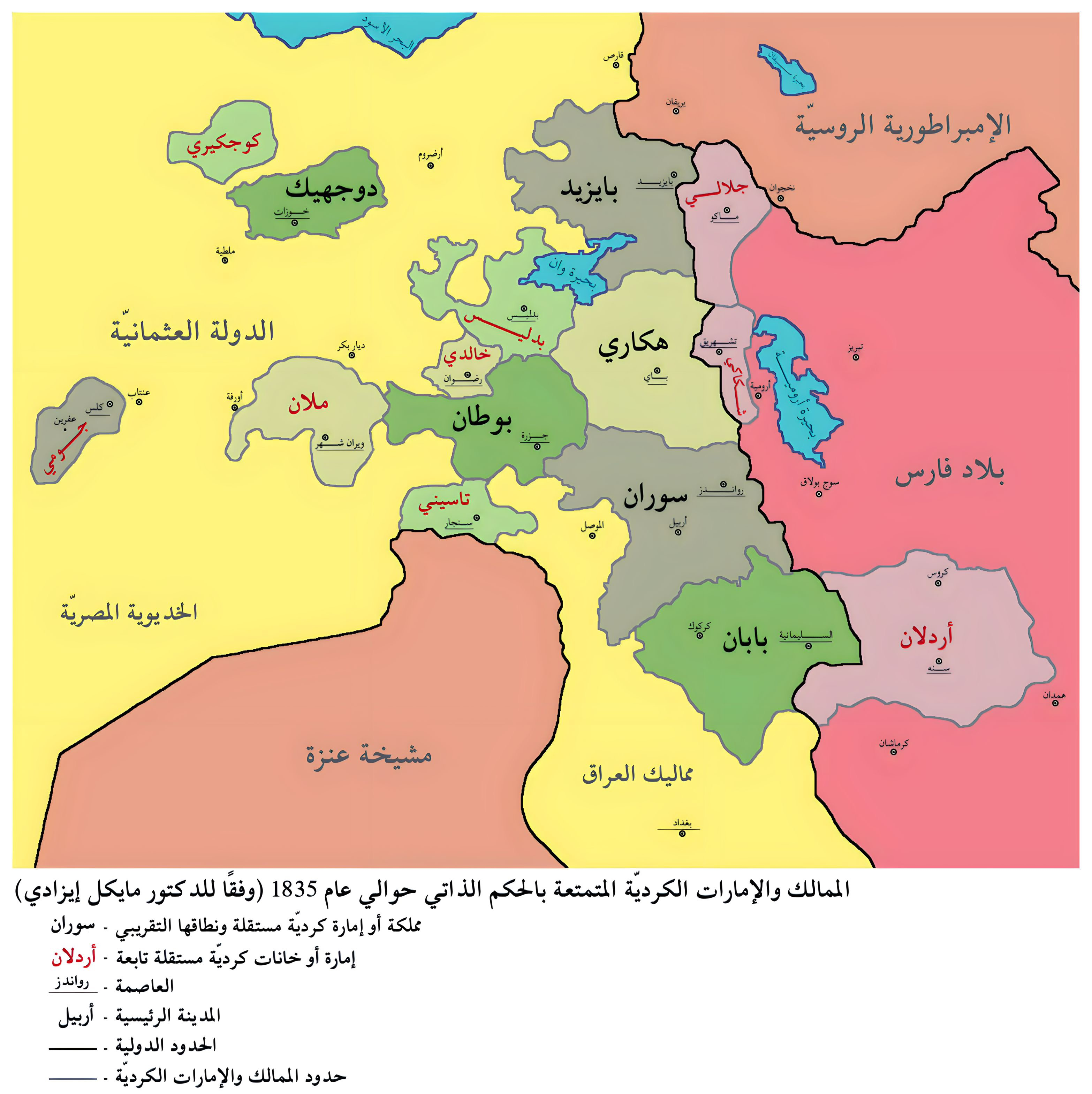
إمارة حكاري في خريطة الممالك والإمارات الكرديّة حوالي عام 1835م.

في ذروة قوتها، سيطرت الإمارة على محافظتي حكاري و وان، إلى جانب بعض المناطق في شمال العراق حاليًا. كان السكان غير متجانسين، مع القبائل الكردية الرعوية، والمسيحيين الأشوريين النسطوريين الذين كانوا تابعين للقبائل الكردية، والمزارعين الأرمن المستقرين.
استمرت الإمارة من القرن الرابع عشر حتى عام 1845، عندما أدت الخلافات الداخلية إلى دخولها لفترة وجيزة تحت رعاية آخر كردية إمارة بوتان، بقيادة بدرخان بك. في نهاية المطاف تم استيعاب كلاهما في الدولة العثمانية بعد إصلاحات التنظيمات التي أعادت تنظيم الدولة ومركزتها.

## التاريخ
تأسست الإمارة بحلول عقد 1390، وكان مؤسس الإمارة هو عز الدين شير، وهو نبيل كردي ينحدر من سلالة آرتسروني الأرمنية.  حكم شير حتى عام 1423، بعد أن حافظ على حكمه من خلال تبديل ولائه بشكل مختلف بين التيموريين وقراقويونلو. تم في وقت لاحق إلقاء القبض على العديد من أبنائه وأحفاده أو إعدامهم من قبل سلطان قراقويونلو، قره إسكندر. 
أعيد تأسيس الإمارة من قبل سليل شير اسمه أسد الدين زارين جانغ. استدعاه مسيحيو المنطقة من مقر إقامته في مصر، زارين جانغ وأتباعه اقتحموا واستولوا على أراضي أجداده. بما أن هذا الاعتداء وقع يوم السبت («شامبو» باللغة المحلية)، تغيرت اسم العائلة الحاكمة إلى أسرة شامبو.  دخل ابن زارين جانغ، عز الدين شير الثاني، في صراع مع آق قويونلو وقتل في عام 1491 بأوامر من حاكمها، سلطان يعقوب.
تذبذب ولاء حكام حكاري بين مختلف السادة في السنوات اللاحقة. على الحدود بين إمبراطوريتين متحاربتين قويتين، العثمانيون والصفويون، كان الأمراء قادرين على لعب مصالح قوة عظمى ضد أخرى ببساطة عن طريق تبديل الجانبين، بدءًا من نجل عز الدين شير الثاني، زاهد بك. كانت الفترة التالية مضطربة مع الكثير من الصراع بين العائلات في الأسرة الحاكمة. وقف أعضاء مختلفون مع إمبراطوريات مختلفة وأطلق أمراء شامبو ثورات ضد آبائهم. تم تتويج ثلاثة عشر أميرًا مختلفًا في غضون قرن من الزمان. بعد الحروب العثمانية الصفوية، لم يعد لدى الحكاري القدرة على مناورة العثمانيين لصالحهم وبدأوا يفقدون السلطة والمكانة.
في عشرينيات القرن التاسع عشر، اندلعت صراع بين نور الله بك وسليمان بك على إمارة حكاري. انحازت القبائل الآشورية النسطورية إلى جانب البطريرك مار شينوم الذي ألقى دعمه خلف سليمان بك. كما أدى تأثير المبشرين الغربيين والحكومات المرتبطة بهم إلى إحداث خلل في التوازن الديني بين القبائل المسيحية والمسلمة في الوقت الذي أضعفت فيه الدولة العثمانية بسبب الحروب مع روسيا في 1828-1829 والحاكم المصري محمد علي في عام 1831.

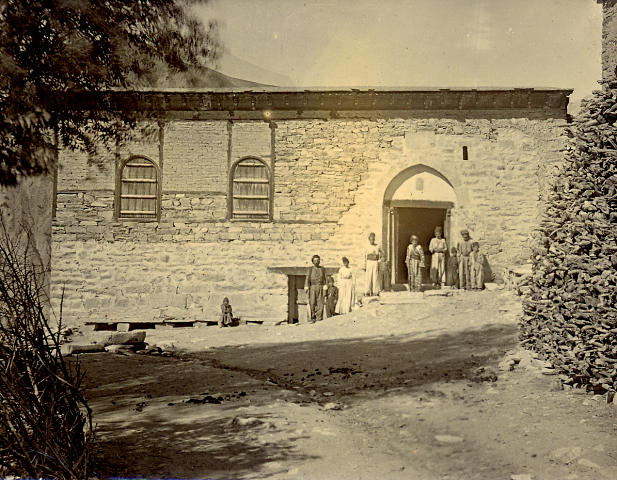
صورة لمنزل مار شمعون (سيمون) في قدشانيس في المنطقة الجبلية النائية من حكاري في جنوب شرق الأناضول، التقطت من قبل مبشر بريطاني عام 1904

قام الأمير نور الله بك من حكاري ومحمد بدر خان بذبح الأشوريين النسطوريين داخل أراضيهم عام 1843 بعد تشجيع السلطات العثمانية التي ربطتهم بتزايد نفوذ المبشرين الغربيين وبريطانيا وروسيا. بعدها حاول العثمانيون بسط سلطتهم على الدويلات الكردية، مما أدى إلى مواجهة بين الجيش العثماني وائتلاف بدر خان الكردي في عام 1847. هُزمت القبائل الكردية ونُفي بدر خان.